# Vissanu Sophanich
Vissanu Sophanich (né le 4 juillet 1974) est un athlète thaïlandais, spécialiste du sprint.

## Biographie
Si son meilleur temps n'est que de 10 s 38 (réalisé à Djakarta en 2000), il détient le record national du relais 4 × 100 en 38 s 80, obtenu également à Djakarta le 31 août 2000, médaille d'or lors des Championnats d'Asie, (Kongdech Natenee, Vissanu Sophanich, Ekkachai Janthana, Sittichai Suwonprateep). Il détient également le record d'Asie du relais 4 x 200 m, en 1 min 22 s 66, obtenu lors des Penn Relays le 29 avril 2000 (Reanchai Seerhawong, Vissanu Sophanich, Ekkachai Janthana et Sittichai Suwonprateep).

### Palmarès
| Date | Compétition                | Lieu     | Résultat | Épreuve   | Performance |
| ---- | -------------------------- | -------- | -------- | --------- | ----------- |
| 2000 | Championnats d'Asie        | Djakarta | 1er      | 4 × 100 m | 38 s 80     |
| 2002 | Championnats d'Asie        | Colombo  | 1er      | 4 × 100 m | 38 s 99     |
| 2002 | Coupe du monde des nations | Madrid   | 5e       | 4 × 100 m | 38 s 91     |
| 2002 | Jeux asiatiques            | Busan    | 1er      | 4 × 100 m | 38 s 82     |

### Records
| Épreuve    | Performance | Lieu     | Date         |
| ---------- | ----------- | -------- | ------------ |
| 100 mètres | 10 s 38     | Djakarta | 29 août 2000 |